# Aleksandrówka (sielsowiet Wołkowysk)
Aleksandrówka (biał. Аляксандраўка; ros. Александровка) – wieś na Białorusi, w obwodzie grodzieńskim, w rejonie wołkowyskim, w sielsowiecie Wołkowysk.
W dwudziestoleciu międzywojennym leżała w Polsce, w województwie białostockim, w powiecie wołkowyskim, w gminie Izabelin.